# Peter Walker
Peter Walker (7. září 1912, Leeds – 1. března 1984, Newtown, Worcestershire) byl britský automobilový závodník, vítěz závodu 24 hodin Le Mans v roce 1951.

## Životopis
Peter Walker byl farmář z Herefordshiru, který se proslavil ojedinělým hrdinským kouskem při Velké ceně Velké Británie v roce 1951, když dokázal překonat limity své i svého 1,5litrového BRM (asi v polovině závodu odolával rozpálenému výfuku, který se mu dostal do kabiny) a dojet tak na sedmém místě.
Ve svých začátcích, před druhou světovou válkou, si vysloužil určitý respekt díky své agresivní jízdě na voze ERA svého kamaráda Petera Whiteheada. Dokázal se z něho stát jeden z nejúspěšnějších jezdců na vozech ERA. V roce 1950 stál na startu Velké ceny Velké Británie spolu s Roltem, ale krátce po startu byl nucen odstoupit.
Neúspěch v roce 1950 dal impuls ke změně značky, a tak v následujícím roce bojuje s vozem BRM a v již zmíněném závodě v Silverstone zajel svůj nejlepší výsledek ve Formuli 1.
Rok 1951 mu přináší i velice zajímavý kontrakt. Zástupci firmy Jaguar ho požádali, aby reprezentoval jejich značku v závodech sportovních vozů. A tak spolu se svým starým známým Peterem Whiteheadem sklízí vavříny za vítězství v Le Mans a za druhé místo v Dundrodu na Tourist Trophy.
V roce 1953 mu vítězství v Le Mans uniklo jen těsně. To už jeho partnerem ve voze Aston Martin byl Moss. Vynahradil si to v roce 1955 při devítihodinovce v Goodwoodu, kde spolu s Dennisem Poorem dovezli Aston Martin na příčku nejvyšší. Po tříleté pauze se znovu pokouší uspět ve Formuli 1, a tak při Grand Prix Nizozemska řídí Maserati, které mu půjčil Moss, a v Británii Connaught jmenovce Roba Walkera. Ale oba pokusy opět selhaly.
Po nehodě při závodě v Le Mans v roce 1956 se pomalu schylovalo k ukončení jeho kariéry. Jeho posledním závodem se stal Grand Prix Syrakus v roce 1957.
Opuštěný a bez života utápí svou penzi v alkoholu, toulá se uličkami východní části Londýna, nocuje po hotelech. V roce 1984 zemřel ve věku 71 let na zápal plic.

## Vítězství
- 1951 24 hodin Le Mans Jaguar
- 1955 Goodwood Nine-Hours Aston Martin

## Kompletní výsledky ve formuli 1
| Legenda k tabulce | Legenda k tabulce                                                                       |
| Barva             | Výsledek                                                                                |
| ----------------- | --------------------------------------------------------------------------------------- |
| Zlatá             | Vítěz                                                                                   |
| Stříbrná          | 2. místo                                                                                |
| Bronzová          | 3. místo                                                                                |
| Zelená            | Bodované umístění                                                                       |
| Modrá             | Nebodované umístění                                                                     |
| Modrá             | Dokončil neklasifikován (NC)                                                            |
| Fialová           | Odstoupil (Ret)                                                                         |
| Červená           | Nekvalifikoval se (DNQ)                                                                 |
| Červená           | Nepředkvalifikoval se (DNPQ)                                                            |
| Černá             | Diskvalifikován (DSQ)                                                                   |
| Bílá              | Nestartoval (DNS)                                                                       |
| Bílá              | Závod zrušen (C)                                                                        |
| Světle modrá      | Pouze trénoval (PO)                                                                     |
| Světle modrá      | Páteční testovací jezdec (TD)                                                           |
| Bez barvy         | Netrénoval (DNP)                                                                        |
| Bez barvy         | Vyřazen (EX)                                                                            |
| Bez barvy         | Nepřijel (DNA)                                                                          |
| Bez barvy         | Odvolal účast (WD)                                                                      |
| Bez barvy         | Nezúčastnil se (prázdné)                                                                |
| Označení          | Význam                                                                                  |
| Tučnost           | Pole position                                                                           |
| Kurzíva           | Nejrychlejší kolo                                                                       |
| †                 | Jezdec nedojel do cíle, ale byl klasifikován, protože odjel více než 90 % délky závodu. |
| ‡                 | Byl udělován poloviční počet bodů, protože bylo odjeto méně než 75 % délky závodu.      |
| Horní index       | Umístění bodujících jezdců ve sprintu                                                   |

| Rok  | Tým                    | Šasi             | Motor       | 1       | 2   | 3   | 4   | 5       | 6        | 7   | 8   | Umístění | Body |
| ---- | ---------------------- | ---------------- | ----------- | ------- | --- | --- | --- | ------- | -------- | --- | --- | -------- | ---- |
| 1950 | Peter Walker           | ERA E            | ERA 6L      | GBR Ret | MON | 500 | SUI | BEL     | FRA      | ITA |     | -        | 0    |
| 1951 | BRM Ltd.               | BRM P15          | BRM V16     | SUI     | 500 | BEL | FRA | GBR 7   | GER      | ITA | ESP | -        | 0    |
| 1955 | Stirling Moss          | Maserati 250F    | Maserati 6L | ARG     | MON | 500 | BEL | NED Ret |          |     |     | -        | 0    |
| 1955 | Rob Walker Racing Team | Connaught Type B | Alta 4L     |         |     |     |     |         | GBR Ret* | ITA |     | -        | 0    |

### Závody F1 nezapočítávané do MS
| Rok  | Grand Prix                        | Vůz           | Pozice            | Výsledky |
| ---- | --------------------------------- | ------------- | ----------------- | -------- |
| 1947 | Jersey Road Race                  | ERA B         | 13. místo         | Výsledky |
| 1948 | British Empire Trophy             | ERA B         | Odstoupil         | Výsledky |
| 1948 | Grand Prix Zandvoortu             | ERA B         | Nekvalifikoval se | Výsledky |
| 1948 | Goodwood Trophy                   | ERA B         | 8. místo          | Výsledky |
| 1948 | Grand Prix Velké Británie         | ERA B         | 11. místo         | Výsledky |
| 1949 | Grand Prix Velké Británie         | ERA B         | Odstoupil         | Výsledky |
| 1949 | British Empire Trophy             | ERA B         | 5. místo          | Výsledky |
| 1949 | BRDC International Trophy         | ERA E         | 5. místo          | Výsledky |
| 1949 | Goodwood Trophy                   | ERA E         | 2. místo          | Výsledky |
| 1950 | Richmond Trophy                   | ERA E         | Nekvalifikoval se | Výsledky |
| 1950 | British Empire Trophy             | ERA E         | Nekvalifikoval se | Výsledky |
| 1950 | BRDC International Trophy         | BRM P15       | Nestartoval       | Výsledky |
| 1950 | Grand Prix Penya Rhin             | BRM P15       | Odstoupil         | Výsledky |
| 1951 | Ulster Trophy                     | Delage 15 S8  | 8. místo          | Výsledky |
| 1952 | Daily Expres International Trophy | RRA           | Nestartoval       | Výsledky |
| 1952 | Ulster Trophy                     | RRA           | Nestartoval       | Výsledky |
| 1952 | Grand Prix Monzy                  | Ferrari 125   | 4. místo          | Výsledky |
| 1954 | International Gold Cup            | Connaught A   | Nestartoval       | Výsledky |
| 1955 | London Trophy                     | Maserati 250F | Nestartoval       | Výsledky |
| 1955 | Redex Trophy                      | Connaught B   | Nedokončil        | Výsledky |
| 1955 | International Gold Cup            | Connaught B   | 10. místo         | Výsledky |
| 1955 | Avon Trophy                       | Connaught B   | 8. místo          | Výsledky |
| 1953 | Grand Prix Syrakus                | Connaught B   | 8. místo          | Výsledky |

### Výsledky ze závodu 24 hodin Le Mans
| Rok  | Kategorie | Tým              | Vůz                | Spolujezdci     | Umístění   |
| 1951 | S5.0      | Peter Walker     | Jaguar XK-120C     | Peter Whitehead | 1. místo   |
| 1952 | S5.0      | Jaguar Ltd       | Jaguar C-type      | Stirling Moss   | Nedokončil |
| 1953 |           | Jaguar Cars Ltd  | Jaguar C-type      | Stirling Moss   | 2. místo   |
| 1954 |           | Jaguar Cars Ltd  | Jaguar D-type      | Stirling Moss   | nedokončil |
| 1955 | S3.0      | Aston Martin Ltd | Aston Martin DB3 S | Roy Salvadori   | nedokončil |
| 1956 | S3.0      | Aston Martin Ltd | Aston Martin DB3S  | Roy Salvadori   | Nedokončil |

| Vítěz 24 hodin Le Mans                     | Vítěz 24 hodin Le Mans            | Vítěz 24 hodin Le Mans              |
| ------------------------------------------ | --------------------------------- | ----------------------------------- |
| Předchůdce: Louis Rosier Jean-Louis Rosier | 1951 Peter Whitehead Peter Walker | Nástupce: Hermann Langl Fritz Riess |